# مناقشه مسترهای تیلور سوئیفت

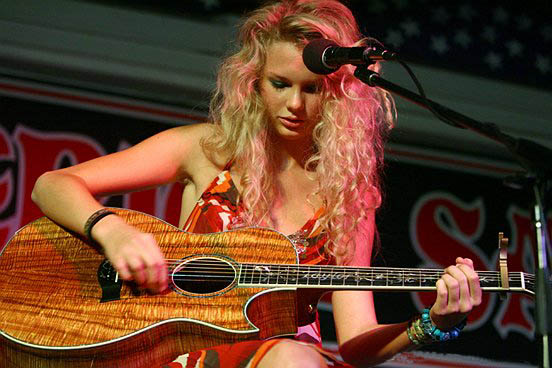
در سال ۲۰۰۵، تیلور سوئیفت ۱۵ ساله قراردادی با بیگ مشین رکوردز امضا کرد که طبق آن، مالکیت مسترهای شش آلبوم استودیویی اول او به این لیبل واگذار شد.

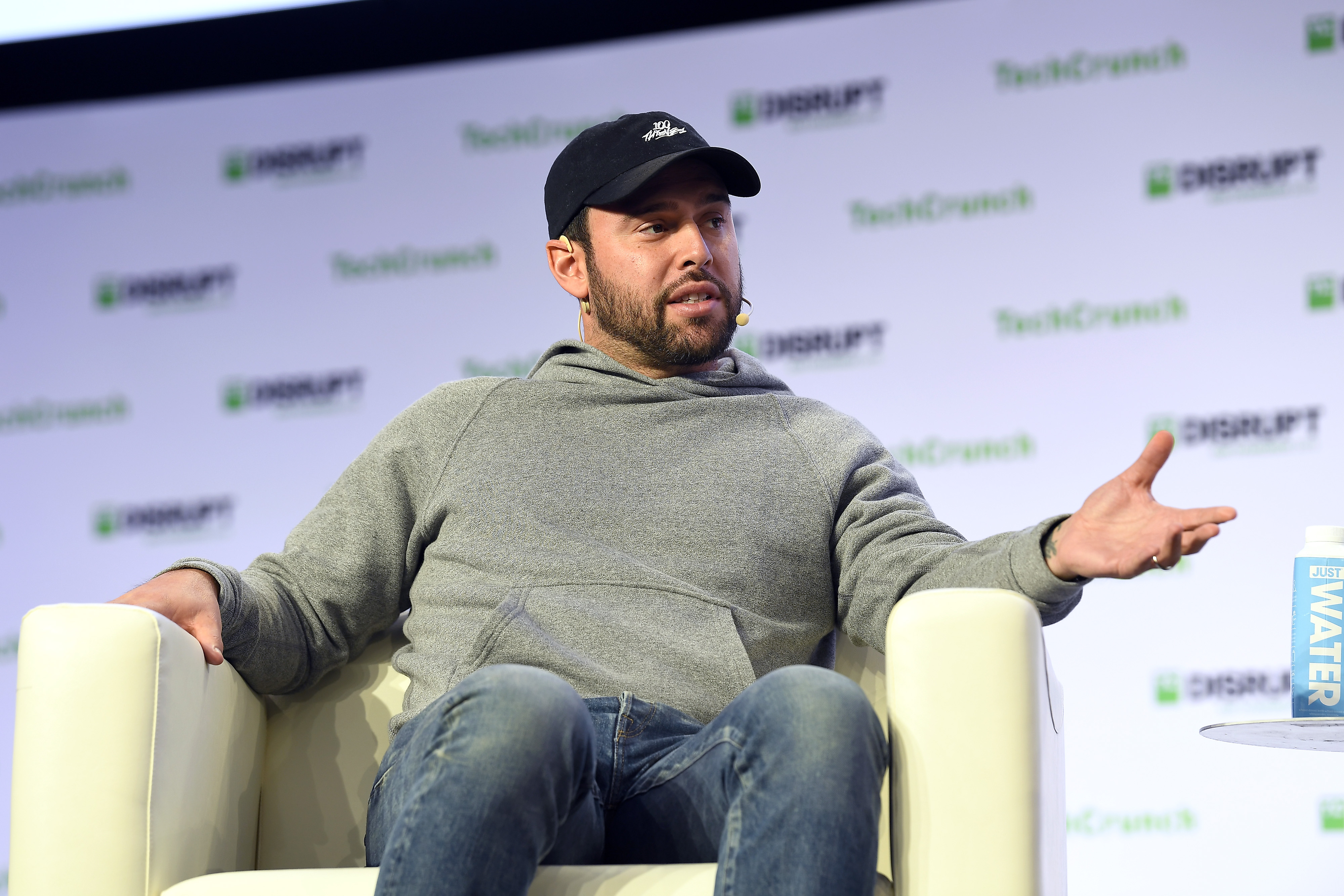
در سال ۲۰۱۹، اسکوتر براون با خرید بیگ مشین، مالکیت این مسترها را به دست آورد و سال بعد آن‌ها را به شمراک هلدینگ فروخت.

در ۳۰ ژوئن ۲۰۱۹، تیلور سوئیفت، خواننده-ترانه‌سرای آمریکایی، با شرکت ناشر سابق موسیقی‌اش، بیگ مشین رکوردز، بنیان‌گذار آن اسکات بورچتا، و مالک جدید آن اسکوتر براون در خصوص مالکیت مسترهای شش آلبوم استودیویی نخستش اختلاف نظر پیدا کرد. در نهایت سوئیفت چندین آلبوم را دوباره ضبط و آن‌ها را بین سال‌های ۲۰۲۱ تا ۲۰۲۳ تحت نام‌های بی‌باک (نسخه تیلور)، سرخ (نسخه تیلور)، حالا صحبت کن (نسخه تیلور) و ۱۹۸۹ (نسخه تیلور) منتشر کرد. سوئیفت برای به‌دست‌گرفتن کنترل کاتالوگ موسیقی خود تلاش کرد و در نهایت در سال ۲۰۲۵، مالکیت مسترهای آثارش را از شرکت شمراک هلدینگ، مالک وقت آن‌ها، خریداری کرد. این مناقشه پوشش گسترده‌ای در رسانه‌ها داشت و موجب بحث و گفت‌وگو در صنعت سرگرمی شد.
در نوامبر ۲۰۱۸، سوئیفت پس از پایان مدت قراردادش با بیگ مشین، با ریپابلیک رکوردز قرارداد بست. رسانه‌های جریان اصلی در ژوئن ۲۰۱۹ گزارش دادند که براون، بیگ مشین را از بورچتا به مبلغ ۳۳۰ میلیون دلار خریداری کرد؛ مبلغ خرید از شرکت‌های سهام خصوصی مختلف تأمین شده بود. براون مالک همهٔ مسترها، موزیک ویدئوها و طرح‌های هنری‌ای شده بود که حق تکثیر آن بر عهدهٔ بیگ مشین بود؛ حق تکثیر شش آلبوم استودیویی نخست سوئیفت هم جزئی از آن بود. سوئیفت در واکنش به این رخداد، بیان کرد سعی کرده که مسترها را خریداری کند اما بیگ مشین شرایط نامطلوبی را پیشنهاد داد، و می‌دانسته که ناشر مسترهای او را به شخص دیگری می‌فروشد، اما انتظار نداشت براون خریدار آن باشد. سوئیفت او را «قلدر بی‌وقفهٔ فریب‌کار» توصیف کرد. به ادعای بورچتا، سوئیفت از معاملهٔ براون از قبل آگاه بوده است و از فرصت خرید مسترها امتناع ورزیده است.
در نتیجه، تنش‌هایی بین سوئیفت و بیگ مشین شکل گرفت که به اختلافات متعددی منجر شد. سوئیفت ادعا کرد که این لیبل مانع اجرای آهنگ‌هایش در مراسم جوایز موسیقی آمریکا ۲۰۱۹ و استفاده از آن‌ها در مستند خانم آمریکایی (۲۰۲۰) شده است. از سوی دیگر، بیگ مشین بدون اجازه سوئیفت، آلبوم زنده از کانال کیلیر جداشده ۲۰۰۸ (۲۰۲۰) را منتشر کرد که اثری منتشرنشده از او بود. سوئیفت اعلام کرد که قصد دارد هر شش آلبوم خود را دوباره ضبط کند تا مالکیت مسترهای جدید را در اختیار داشته باشد. در اکتبر ۲۰۲۰، براون مسترهای قدیمی را به شمراک، شرکت سرمایه‌گذاری خانواده دیزنی، به مبلغ ۴۰۵ میلیون دلار فروخت، با این شرط که همچنان از سود آن‌ها بهره‌مند شود. سوئیفت بار دیگر نارضایتی خود را ابراز کرد، پیشنهاد شمراک برای مشارکت در سهام را رد نمود و آلبوم‌های بازضبط‌شده را منتشر کرد که با موفقیت تجاری و تحسین منتقدان همراه شد. در مه ۲۰۲۵، او اعلام کرد که با پرداخت ۳۶۰ میلیون دلار، مالکیت کامل کاتالوگ خود را از شمراک خریداری کرده است؛ معامله‌ای که آن را عادلانه توصیف کرد.
موضع سوئیفت مورد حمایت هنرمندان، روزنامه‌نگاران، سیاستمداران و پژوهشگران قرار گرفت و بحث‌هایی دربارهٔ حقوق هنرمندان، مالکیت فکری، سرمایه‌گذاری خصوصی و اخلاق صنعتی به راه انداخت. شبکه رادیویی رادیو آی‌هارت، بزرگ‌ترین شبکه رادیویی آمریکا، نسخه‌های قدیمی ترانه‌های سوئیفت را با نسخه‌های بازضبط‌شده جایگزین کرد. مجله بیلبورد در سال ۲۰۲۱ سوئیفت را به دلیل موفقیت بی‌سابقه پروژه بازضبط آلبوم‌هایش، «بزرگ‌ترین ستاره پاپ» نامید. این تلاش همچنین به خلق تور دوره‌ها، پرفروش‌ترین تور تاریخ، منجر شد. مستند دوقسمتی تیلور سوئیفت در برابر اسکوتر براون: کینه دربارهٔ این اختلاف در سال ۲۰۲۴ منتشر شد.

## بازخرید توسط سوئیفت
در ۳۰ مه ۲۰۲۵، سوئیفت در وب‌سایت خود اعلام کرد که مسترهای شش آلبوم اول خود و سایر مواد مرتبط را پس از پیشنهاد شرایط عادلانه‌تر از سوی شمراک هلدینگ خریداری کرده است. او موفقیت این معامله را به استقبال مثبت از آلبوم‌های بازضبط‌شده و تور دوره‌ها نسبت داد. همچنین توضیح داد که آلبوم تیلور سوئیفت و «کمتر از یک‌چهارم» آلبوم اعتبار را بازضبط کرده، اما دربارهٔ زمان و نحوه انتشار آن‌ها مطمئن نیست. طبق منابع بیلبورد، سوئیفت حدود ۳۶۰ میلیون دلار برای این مسترها پرداخت کرده است.

## واکنش‌ها
اختلاف تیلور سوئیفت و اسکوتر براون به شدت مورد توجه رسانه‌ها قرار گرفت و واکنش‌ها و نقدهای متعددی را برانگیخت. بازضبط آلبوم‌های سوئیفت یکی از پربحث‌ترین موضوعات خبری در سال‌های ۲۰۲۰ و ۲۰۲۱ بود و رسانه‌ها آن را یکی از برجسته‌ترین رویدادهای فرهنگ پاپ در سال ۲۰۲۱ توصیف کردند. نشریه ایونینگ استاندارد این ماجرا را «بزرگ‌ترین نزاع موسیقی» نامید، زیرا «کاتالوگ‌های موسیقی معمولاً پشت پرده معامله می‌شوند و به‌ندرت خبرساز می‌شوند». هشتگ‌های «#من_با_تیلور_هستم» و «#ما_با_تیلور_هستیم» پس از پست سوئیفت در توییتر در سطح جهانی ترند شدند. بیلبورد نوشت که پس از این جنجال، هنرمندان به دو گروه حامی سوئیفت یا براون تقسیم شدند و این موضوع به «عمومی‌ترین نبرد بر سر مالکیت آثار یک هنرمند در این اواخر» تبدیل شد.